# نينجا غايدن (لعبة آركيد)
نينجا غايدن (بالإنجليزية: Ninja Gaiden)‏ ، هي لعبة فيديو من نوع بيتم أب من صنف التقدم الجانبي، وصدرت في أكتوبر عام 1988م، وتعد الجزء الأول من السلسلة لألعاب نينجا غايدن اليابانية. أصدرت لاحقا في اليابان باسم نينجا ريوكيندين (باليابانية: 忍者龍剣伝) وتعني حرفيا أسطورة سيف النينجا التنين وفي أوروبا باسم محاربو الظل (بالإنجليزية: Shadow Warriors)‏، وأصدرت من قبل شركة تيكمو على أجهزة الأركيد التي تعمل بالعملات. وقد أصدرت في أوروبا وأمريكا عام 1988 وفي اليابان عام 1989. وقد تم إطلاق اللعبة على الأركيد بالتزامن مع إطلاق نظيرتها على الأجهزة المنزلية على نيس، رغم أنهما لعبتان مختلفتان ولا تتشابهان إلا في أشياء قليلة. وتم وضع اسم شخص يدعى «شيما القوي» (بالإنجليزية: Strong Shima)‏ بوصفه مصمم اللعبة، إلا أن ماساو كاتو الذي عمل على نسخة نيس من اللعبة، قال أنه شخص يدعى إيجييما.
أصدرت النسخة المنزلية من لعبة الأركيد لاحقا في أوروبا بعنوان محاربو الظل عام 1990 من قبل أوشن سوفت وير على خمس منصات كمبيوترية (أميغا، أتاري إس تي، كومودور 64، زد اكس سبكتروم، أمستراد س ب س) وفي أمريكا الشمالية على كمبيوتر آي بي إم من قبل هاي تيك إكسبريشنز. كما أطلقت نسخة أتاري لينكس. وتم إدخال نسخة الأركيد كلعبة إضافية خفية في لعبة نينجا غايدن بلاك على إكس بوكس عام 2005. وأطلقت اللعبة على نسخة كونسول افتراضي على وي عام 2009.

## وصلات خارجية
- تقرير نينتندو المبسط حول لعبة نينجا غايدن
- تقرير عن لعبة نينجا غايدن على متحف لألعاب الأركيد

نينجا غايدن في موقع غيم فاوكس.